# 先生の秘密
先生の秘密（せんせいのひみつ）は、2007年にNHK松江放送局が開局75周年を記念して製作したテレビドラマ。島根県出身で俳優の青山草太の主演作。

## 概要
浜田市の浜田市立今福小学校に現存する青い目の人形「キャサリン」のエピソードを基に脚色してドラマ化した作品である。「地域発ドラマ」として中国地方で2007年7月27日の20:00〜20:45のふるさと発スペシャルの放送枠で先行放送され､のちに衛星放送などで全国放送された（BS-2での放送は「おーい、ニッポン、私の好きな島根県」の放送に先がけて「島根県セレクション」の中で2007年10月1日に放送された）。

## キャスト
- 清水承之介…青山草太

主人公の小学校分校教師。学校創立記念事業の一環で「青い目の人形」にまつわる歴史の調査を依頼され、学校の屋根裏で戦争中に処分されたはずの人形を発見する。
- 石岡昭子…戸田菜穂

主人公の姉。両親が早く亡くなったため就職し親代わりとして弟の進学を支える。結婚後は自宅に弟を下宿させている。
- 木村奈々… 本間るい
- 永見教諭…美崎理恵
- 大廻教頭…勝部肇
- 佐藤秀則…清原眞
- 吉田(青年)…神田剛志
- 佐藤悦司…日土眞輔
- 石川克也…前島智之
- 桐林健児…日高星陽
- 溝口海斗…勝部司
- 吉田和夫…織本順吉

元小学校教師の老人。戦争中は分校の教師だったがある事情から退職。処分を免れた人形の秘密を知っているらしい。

## スタッフ
- 脚本：美﨑理恵
- 劇中本：「青い目をしたお人形ベティ」（作：武田英子、絵：おおた慶文　太平出版　ISBN 978-48031170661983年）
- 主題曲：「きらり」GOING UNDER GROUND（作詞/作曲：松本素生）
- 制作統括：堂垣彰久
- 制作：水ノ江知丈
- 制作進行：川野良太
- 進行：長谷知記
- 美術進行：高山雅子
- 美術：澤晶子
- 衣裳：横山奈未
- メイク：畑中朋美、池田美里
- 技術：福嶋秀
- 音響効果：吉田直矢
- 特殊効果：近藤佳徳
- 撮影：桑垣徳志
- 照明：東川和宏
- 音声：遠藤博之、藤田晋一郎
- 取材：森あかり
- 広報：北川智史、糸賀千佳、岡崎裕子
- 編集：山田道雄
- 撮影協力：嘉戸ヨシエ、難波靖直、出雲市立鰐淵小学校猪目分校、浜田市立今福小学校、松江フィルムコミッション
- 演出：樋口俊一